# Leptostylopsis jamaicensis
Leptostylopsis jamaicensis är en skalbaggsart som först beskrevs av Charles Joseph Gahan 1895.  Leptostylopsis jamaicensis ingår i släktet Leptostylopsis och familjen långhorningar. Inga underarter finns listade i Catalogue of Life.